# Кутукс
Кутукс — река в России, протекает по Нижегородской области (Лукояновский район) и Мордовии (Ельниковский район). Устье реки находится в 37 км по правому берегу реки Уркат, в селе Новоникольское, Ельниковского района, республики Мордовия. Длина реки составляет 15 км, площадь водосборного бассейна — 53,6 км².

## Течение
Исток реки Кутукс находится в России, в Лукояновском районе Нижегородской области, на Мордовской возвышенности, которая является частью Приволжской возвышенности, в лесном массиве Кутумского лесничества Разинского лесхоза.
Большей частью река протекает в лесном массиве, который представляет собой сохранившиеся участки коренных высоковозрастных дубрав, чередующиеся с участками производных лиственных сообществ — липовыми, кленово-липовыми, кленовыми, осиновыми и березовыми. На её берегу расположен посёлок Кутум и село Новоникольское.

## Данные водного реестра
По данным государственного водного реестра России относится к Окскому бассейновому округу, водохозяйственный участок реки — Мокша от истока до водомерного поста города Темников, речной подбассейн реки — Мокша. Речной бассейн реки — Ока.
Код объекта в государственном водном реестре — 09010200112110000027841.

### Водный режим
Гидрологический режим характеризуется наличием высокого весеннего половодья, низкой летне-осенней меженью, нарушаемой в дождливые годы двумя тремя паводками, и устойчивой зимней межени. Весенний подъём уровня начинается ещё в период ледостава в третьей декаде марта — начале апреля. Спад сравнительно медленный. Заканчивается половодье в середине мая начале июня. Его продолжительность составляет в среднем полтора два месяца, в отдельные годы больше. Река имеет снеговое питание.
Ледовые явления начинаются с образованием заберегов и наступают в среднем в первой половине ноября. Замерзание рек происходит в конце ноября — первой декаде декабря. Устойчивый ледяной покров держится 4—5 месяцев. Толщина льда достигает в среднем 85 см, а в суровые зимы — до 115 см.

## Экология
Качество вод в реке соответствует среднему по республике Мордовия (категориям «умеренно загрязненные» и «загрязненные»). Основными источниками загрязнения поверхностных вод сельского поселения являются сельскохозяйственные предприятия. В настоящее время очистные сооружения поселения Новоникольское не обеспечивают надлежащую очистку сточных вод.